# 津谷正人
津谷 正人（つや まさと、1969年1月13日 - ）は、日本のミュージシャン。ロックバンドPSYCHO CANDIEの12弦ベーシスト。ZIGGYの元ベーシストとしても知られる。広島県出身。ZIGGY在籍中はオリジナルアルバム1作につき1～2曲程度の作曲も行った。ギターの松尾宗仁に誘われてZIGGYに加入。松尾とは仲が良く弟的存在である。

## 来歴
- 1995年、PSYCHO CANDIE結成。
- 1998年、PSYCHO CANDIE「chapter 24」をリリース。
- 1999年、戸城憲夫脱退後のZIGGYにサポートメンバーとして参加、当時のZIGGYは契約上の問題でバンド名をSNAKE HIP SHAKESと名乗り活動。
- 2001年、PSYCHO CANDIEアルバム「幻想とノスタルジア」をリリース。
- 2002年、ZIGGYに正式加入。当時はPSYCHO CANDIEは活動休止中であった。
- 2005年、PSYCHO CANDIE活動再開。
- 2006年、ZIGGY脱退。SNAKE HIP SHAKESとして3枚、ZIGGYとして4枚のオリジナルアルバムを残す。
- 2009年、PSYCHO CANDIEアルバム「TIME TRIP ADVENTURE」をリリース。

## 作品

### Plazma-X

#### デモテープ
- ZEANON (1986年)

#### LP
- WHITE SHADOW 1986-1989 (2021年)

#### CD
- WHITE SHADOW 1986-1989 (2022年)

### PSYCHO CANDIE
アルバム
- chapter 24 （1998年）
- 幻想とノスタルジア （2001年）
- TIME TRIP ADVENTURE （2009年）